# Till kritiken av den politiska ekonomin
Till kritiken av den politiska ekonomin (tyska: Zur Kritik der politischen Ökonomie) är en skrift skriven av Karl Marx 1859. Marx lägger här en grund för mycket av det som senare skulle komma att fullt blomma ut i Kapitalet. 
I textens förord ger Marx en biografisk skildring över sin utveckling. Förordet innehåller också den mest kända och koncisa sammanfattningen av Marx materialistiska historieuppfattning där begrepp som produktionssätt, produktionsförhållanden och produktivkrafter relateras till varandra.
Marx skisserar hur det kapitalistiska produktionssättet grundat sig rent historiskt. Redan här går det dock att bevittna hur Marx utvecklar ett kritiskt förhållningssätt till det exempelvis Mill och Ricardo tar för givet. Marx skisserar vidare exempelvis hur förhållandet mellan varuvärlden och den i fetischkategorierna grundade allmänna ekvivalenten.
Boken finns översatt till svenska av Bertil Wagner. Den gavs ut på Arbetarkulturs förlag 1969, men finns även i en nyupplaga från Proletärkultur.